# Agua Loca
Agua Loca, auch noch bekannt unter dem Namen Fisherman’s Walkband, ist eine Latin-Rock-Band aus Leinfelden bei Stuttgart.
Die neun Musiker kombinieren klassischen Rock ’n’ Roll mit lateinamerikanischen Rhythmen und mediterranem Flair. Die meisten Stücke sind tanzbare, englisch- und spanischsprachige Eigenkompositionen im Santana-Sound.

## Mitglieder
- Peter Schick: E-Gitarre und Gesang
- „Gina Regina“ Riegel: Gesang
- Jonathan Besnier: Gesang
- Uli „Rodriguez“ Frank: Keyboards und Gesang
- Martin Kiemes: Saxophon und Handperkussion
- Norbert"iño" Schubert: Congas und Perkussion
- Birgit van Straelen: Timbales und Perkussion
- Hacki Müller: E-Bass
- Helmut Kipp: Schlagzeug

## Diskographie
CD
- 1992: Rockin’ Latino
- 1994: Mosquito Bay
- 1996: Fiesta Mundial (Blue Flame Records)
- 2000: Vámonos (Blue Flame Records)
- 2002: Poco Loco (Blue Flame Records)
- 2007: Toca (Blue Flame Records)
- 2020: Vamos al mar (Blue Flame Records)

DVD
- 2008: Live – En Vivo (Blue Flame Records / K/Videoproduktion A. Kilgus)

LP
- 1981: Suerte
- 1984: Recuerdos de un Verano
- 1989: Latino On The Rocks